# Língua kulisusu
Kulisusu é uma língua Celébica da família das Malaio-Polinésias  do Sudeste de Celebes, Indonésia.
É parte de uma cadeia de dialetos com duas línguas menores, Koroni e Taloki. Kulisusu é uma língua celérbica falada por cerca de 23 mil pessoas na ilha de Buton, na província do sudeste das Celebes.a. É falada principalmente nos distritos de Kulisusu do Norte e Kambowa na Regência de Buton do Norte, no distrito de Maligano da Regência de Muna e nos Distritos de Wawonii do Sul e Nordeste de Wawonii da Regência das Ilhas Konawe
Existem quatro dialetos do Kulisusu: Kambowa, Taloki, Wawonii e Ereke. Em Ethnologue, o dialeto Taloki é classificado como uma língua separada.
Kulisusu é escrito com o alfabeto latino, embora não haja um sistema de grafia padrão.

## Escrita
A língua usa uma forma do alfabeto latino sem as letras F, Q, V, X, Y Z; Usam-se as formas Mp, Nt, Ngk, Ns, Ngg, Ng, Dh, Bh, đ; ɓ, ɗ 
Nota: ɓ, ɗ , Bh e Dh,podem ser usados alternativamente em lugar B e D respectivamente

## Amostra de texto
Rusa i Kolinsusu)
Cula-culano rusa i Kolinsusu te Amerika. Rusa i Kolinsusu te Amerika ipokana kaɗimo mosalano ka'ompoleno tanduno. Rusa i Kolinsusu kaɗi picu sampa tanduno. Rusa i Amerika, ɗate kumotanduno ikolaɓi hopulu sampa. Rusa i Kolinsusu cumpe-cumpeno kumotandu ngeeno tandu buo. Cuuna tandu buo, kai cumbu ngeeno tandu bulu.
Português (Cervo em Kulisusu)
A história dos cervos em Kulisusu e na América. Os cervos em Kulisusu são iguais aos cervos na América, a única diferença está no número de pontas de seus chifres. Os chifres de veado em Kulisusu têm apenas sete pontos. Na América existem cervos com mais de dez pontas. Quando um cervo Kulisusu tem chifres pela primeira vez, ele é chamado de chifre de espiga. Quando o chifre de espigão cai, surge o que é chamado de chifre de veludo+